# إريك كوهلر
إريك كوهلر (بالألمانية: Erich Köhler) (و. 1892 – 1958 م) هو سياسي ألماني، ولد في إرفورت، كان عضوًا في الاتحاد الديمقراطي المسيحي، شارك في الانتخابات الرئاسية الألمانية 1949، توفي في فيسبادن، عن عمر يناهز 66 عاماً.

## مناصب
تولى منصب عضو في البوندستاغ الألماني (7 سبتمبر 1949–7 سبتمبر 1953)
- رئيس البوندستاج (7 سبتمبر 1949–18 أكتوبر 1950)
- عضو البرلمان هسه

.

## التعليم
تعلم في جامعة كيل
.

## جوائز
حصل على جوائز منها:

وسام الصليب الأكبر من رتبة استحقاق من جمهورية ألمانيا الاتحادية (1957)

## روابط خارجية
- إريك كوهلر على موقع مونزينجر (الألمانية)